# Volta ao Algarve de 2004
A 30.º edição da Volta ao Algarve decorreu de 18 de fevereiro a 22 de fevereiro de 2004.

Floyd Landis da  US Postal Service ganha esta Volta ao Algarve, sobre a última etapa que ganha isolado. Esta 30.º edição é marcada também pela presença de Lance Armstrong e Jan Ullrich.

## Generalidades
- A velocidade média desta volta é de km h.

## As etapas
| Etapa     | Cidades Etapas                      | km    | Vencedor de etapa | Segunda de etapa | Terceira de etapa | Duração da etapa | Velocidade média do vencedor | Líder da classificação geral |
| 1.ª etapa | Albufeira - Albufeira               | 145   | Alberto Benito    | Cândido Barbosa  | Ángel Edo         | 3 h 27 min 50 s  | 41,86 km/h                   | Alberto Benito               |
| 2.º etapa | Castro Marim - Portimão             | 182   | Cândido Barbosa   | Alberto Benito   | Stuart O'Grady    | 4 h 46 min 13 s  | 38,15 km/h                   | Alberto Benito               |
| 3.º etapa | Lagoa - Lagos                       | 180   | Martín Garrido    | Stuart O'Grady   | Cândido Barbosa   | 4 h 36 min 59 s  | 38,99 km/h                   | Cândido Barbosa              |
| 4.º etapa | Vila Real de Santo António - Tavira | 24    | Lance Armstrong   | Floyd Landis     | Víctor Hugo Peña  | 31 min 53 s      | 45,16 km/h                   | Floyd Landis                 |
| 5.º etapa | Parque das Cidades - Alto do Malhão | 178,5 | Floyd Landis      | Peter Farazijn   | Cândido Barbosa   | 4 h 40 min 18 s  | 38,21 km/h                   | Floyd Landis                 |

## Classificação geral final
| Classificação geral final |                  |
| --- | ---------------- |
| \| 1. Floyd Landis \| 18 h 03 min 04 s \| \| 2. Víctor Hugo Peña \| a 26 s \| \| 3. Cândido Barbosa \| a 45 s \| \| 4. Thomas Dekker \| a 52 s \| \| 5. Lance Armstrong \| a 1 min 11 s \| \| 6. Pedro Lopes \| a 1 min 32 s \| \| 7. Joost Posthuma \| a 1 min 34 s \| \| 8. Jimmy Engoulvent \| a 1 min 35 s \| \| 9. David Bernabéu \| a 1 min 41 s \| \| 10. Martín Garrido \| a 1 min 43 s \| \| 125 iniciaram a corrida, 81 finalizaram \| \| |                  |
| 1. Floyd Landis | 18 h 03 min 04 s |
| 2. Víctor Hugo Peña | a 26 s           |
| 3. Cândido Barbosa | a 45 s           |
| 4. Thomas Dekker | a 52 s           |
| 5. Lance Armstrong | a 1 min 11 s     |
| 6. Pedro Lopes | a 1 min 32 s     |
| 7. Joost Posthuma | a 1 min 34 s     |
| 8. Jimmy Engoulvent | a 1 min 35 s     |
| 9. David Bernabéu | a 1 min 41 s     |
| 10. Martín Garrido | a 1 min 43 s     |
| 125 iniciaram a corrida, 81 finalizaram |                  |

## Classificações Secundárias
| Classificação por pontos       | Cândido Barbosa 82 pts                 |
| 2.º                            | Stuart O'Grady 51 pts                  |
| 3.º                            | Martín Garrido 45 pts                  |
| 4.º                            | Floyd Landis 25 pts                    |
| 5.º                            | Ángel Edo 22 pts                       |
| Classificação da montanha      | Gonçalo Amorim 19 pts                  |
| 2.º                            | Pedro Martins 12 pts                   |
| 3.º                            | Joost Posthuma 10 pts                  |
| 4.º                            | Floyd Landis 9 pts                     |
| 5.º                            | Ricardo Costa 9 pts                    |
| Classificação da melhor equipa | US Postal Service 54 h 10 min 34 s     |
| 2.º                            | Rabobank a 3 min 20 s                  |
| 3.º                            | L.A. Pecol a 3 min 56 s                |
| 4.º                            | Milaneza-Maia a 4 min 43 s             |
| 5.º                            | Cofidis a 5 min 23 s                   |
| 6.º                            | Barbot-Gaia a 7 min 06 s               |
| 7.º                            | Carvalhelhos-Boavista a 7 min 29 s     |
| 8.º                            | Würth/Bom Petisto a 9 min 17 s         |
| 9.º                            | Euskaltel-Euskadi a 9 min 25 s         |
| 10.º                           | Antarte-Rota dos Moveis a 10 min 52 s  |
| 11.º                           | Jong Vlaanderen 2016 a 12 min 22 s     |
| 12.º                           | Ragt Semences-MG Rover a 12 min 35 s   |
| 13.º                           | Beppi-Ovarense a 18 min 30 s           |
| 14.º                           | Imoholding/Loule J.hotel a 28 min 09 s |
| 15.º                           | Asc-Vila Do Conde a 36 min 59 s        |

## Lista das equipas
| L.tiJan. Pecol          | Milaneza-MSS            | U.S.postal            |
|                         |                         |                       |
| Lampre                  | Cantanhede-M-Marialva   | Barbot-Torriense      |
|                         |                         |                       |
| Porta da Ravessa-Tavira | Euskaltel-Euskadi       | ASC-Vila Do Conde     |
|                         |                         |                       |
| Kelme-Costa Branca      | Antarte- Rota do Móveis | Carvalhelhos-Boavista |
|                         |                         |                       |
| Lokomotiv               |                         |                       |
|                         |                         |                       |

## Lista dos corredores
| U.S. Postal Service | Milaneza-Maia | Cofidis |  |
| - 1. Lance Armstrong - 2. José Azevedo - 3. Floyd Landis - 4. Víctor Hugo Peña - 5. Michael Barry - 6. Benjamín Noval - 7. Daniel Rincão - 8. George Hincapie                              | - 11. David Bernabéu - 12. Bruno Castanheira - 13. Vítor Gamito - 14. Hugo Sabido - 15. Ángel Edo - 16. Renato Silva - 17. Paulo Barroso - 18. Gonçalo Amorim                                            | - 22. Jimmy Engoulvent - 23. Peter Farazijn - 24. Damien Monier - 25. Stuart O'Grady - 26. Staf Scheirlinckx - 27. Janek Tombak                                                                 |  |
| Carvalhelhos-Boavista | Barbot-Gaia | L.A. Pecol |  |
| - 31. Joaquim Sampaio - 32. Celio Sousa - 33. Danail Petrov - 34. Adrián Palomares - 35. Andre Vital - 36. José Carlos Rodrigues - 37. Pedro Soeiro - 38. Ezequiel Mosquera                | - 41. Nuno Alves - 42. Marco Morais - 43. Carlos Pinho - 44. Rui Pinto - 45. Juan Olmo - 46. Martín Garrido - 47. Hugo Lucio - 48. Pedro M. Martins                                                      | - 51. Cândido Barbosa - 52. David García Dapena - 53. Pedro Andrade - 54. Pedro Lopes - 55. Jon Nuera - 56. Nuno Ribeiro - 57. Luis Pinheiro - 58. Ruben Oarbeascoa                             |  |
| Wurth/Bom Petisto | Asc-Vila Do Conde | Euskaltel-Euskadi |  |
| - 61. Nelson Vitorino - 62. Vidal Fitas - 63. Joaquim Adrego Andrade - 64. Hugo Vitor - 65. Ricardo Costa - 66. Nuno Marta - 67. Luis Bartolomeu - 68. Helder Miranda                      | - 71. Victoriano Fernandez - 72. Carlos Alberto Carneiro - 73. Hermano Vieira - 74. Bruno Neves - 75. Israel Nuñez - 76. Oscar Serrano - 77. Sérgio Ribeiro - 78. Cesar Pinto                            | - 81. Iker Camaño - 82. Iñaki Isasi - 83. Egoi Martínez - 84. Gorka Verdugo - 85. Joseba Zubeldia - 86. Koldo Fernández - 87. Alberto López de Munain - 88. Aketza Peña                         |  |
| Rabobank | RAGT Semences-MG Rover | Jong Vlaanderen 2016 |  |
| - 91. Serge Pauwels - 92. Thomas Dekker - 93. Michiel Elijzen - 94. Marc de Maar - 95. Bastiaan Giling - 96. Bernhard Kohl Áustria - 97. Joost Posthuma - 98. Jukka Vastaranta {{Finlândia | - 101. Guillaume Auger - 102. Jérôme Bernard - 103. Éric Berthou - 104. Roman Luhovyy - 105. Frédéric Finot - 106. Christophe Laurent - 107. Klaus Mutschler - 108. Bruno Thibout {{França               | - 111. Sjef De Wilde - 112. Kurt Hoevelinck - 113. Aron Huysmans - 114. Sven Renders - 115. Geert Steurs - 116. Pieter Uytterhoeven - 117. Tommy V.De Gehuchte - 118. Stefan Wijnands {{Bélgica |  |
| Imoholding/Loule J.H | Antarte - Rota dos Móveis | Beppi-Ovarense |  |
| - 121. Elio Sousa - 122. Rui Madeira - 123. Ramon Troncoso - 124. Jorge Costa - 125. Fernando Rodriguez - 126. Marco Silvestre - 127. Daniel Cabrita - 128. Juan Manuel Jimenez {{Espanha  | - 131. Virgilio Santos - 132. Alberto Benito - 133. Jacek Morajko - 134. Paulo Ferreira - 135. Gerardo Fernández - 136. David Plaza - 137. José Manuel Hernandez - 138. Francisco Tomás García {{Espanha | - 141. Rui Roque - 142. Pedro Ermida - 143. Jose Oliveira - 144. Alexandre Pinho - 145. Enrique Salgueiro - 146. Jordi Berenguer - 147. Oscar Romero - 148. Fernando Fernandez                  |  |
| Relax-Bodysol | | |  |
| - 151. Wim De Vocht - 152. Bart Dockx - 153. Gustavo Domínguez - 154. José Miguel Elias - 156. Sébastien Rosseler - 157. Preben Van Hecke - 158. James Vanlandschoot                       | | |  |